# Вашер рудокрилий
Ва́шер рудокрилий (Agelaioides badius) — вид горобцеподібних птахів родини трупіалових (Icteridae). Мешкає в Південній Америці.

## Опис

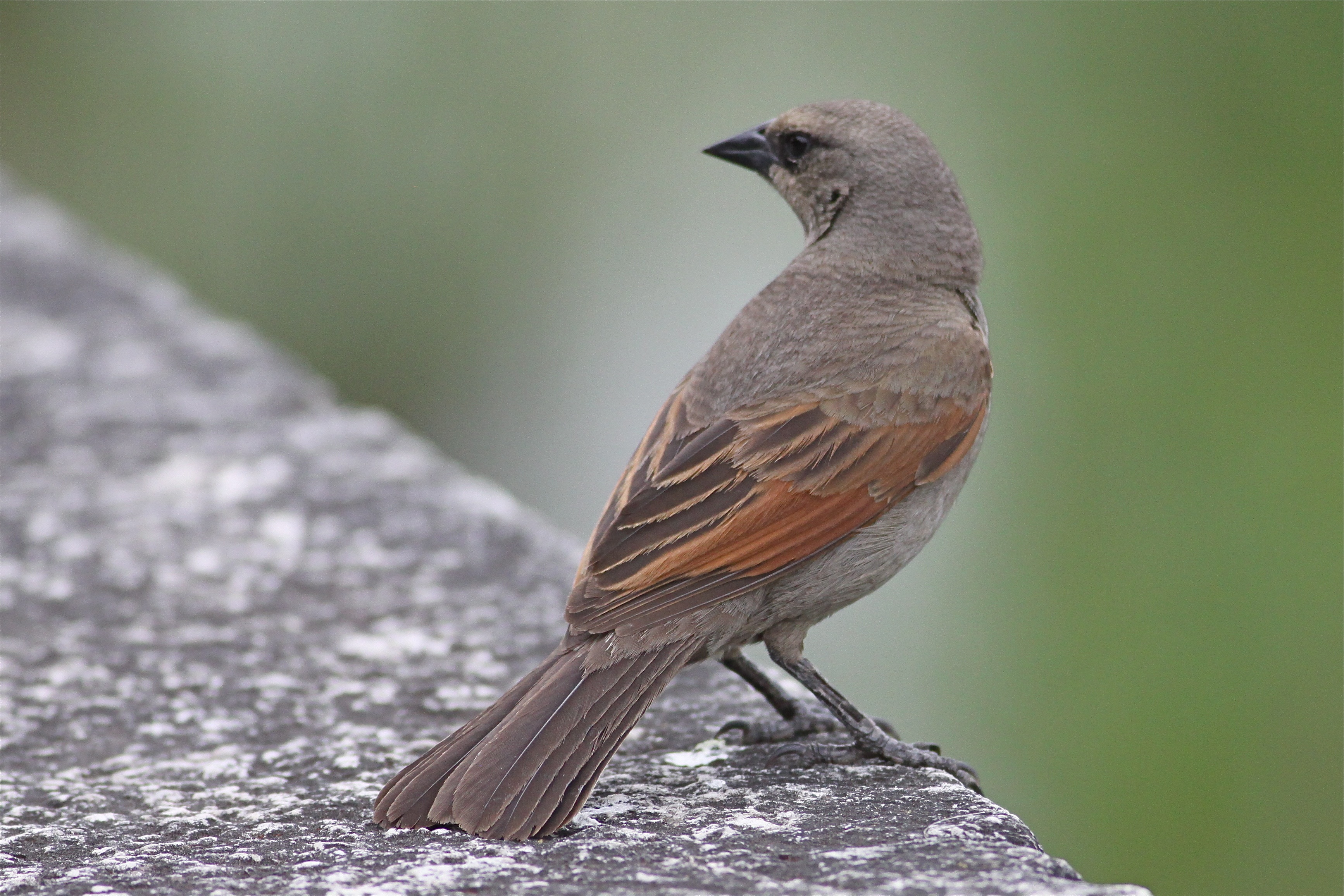
Рудокрилий вашер

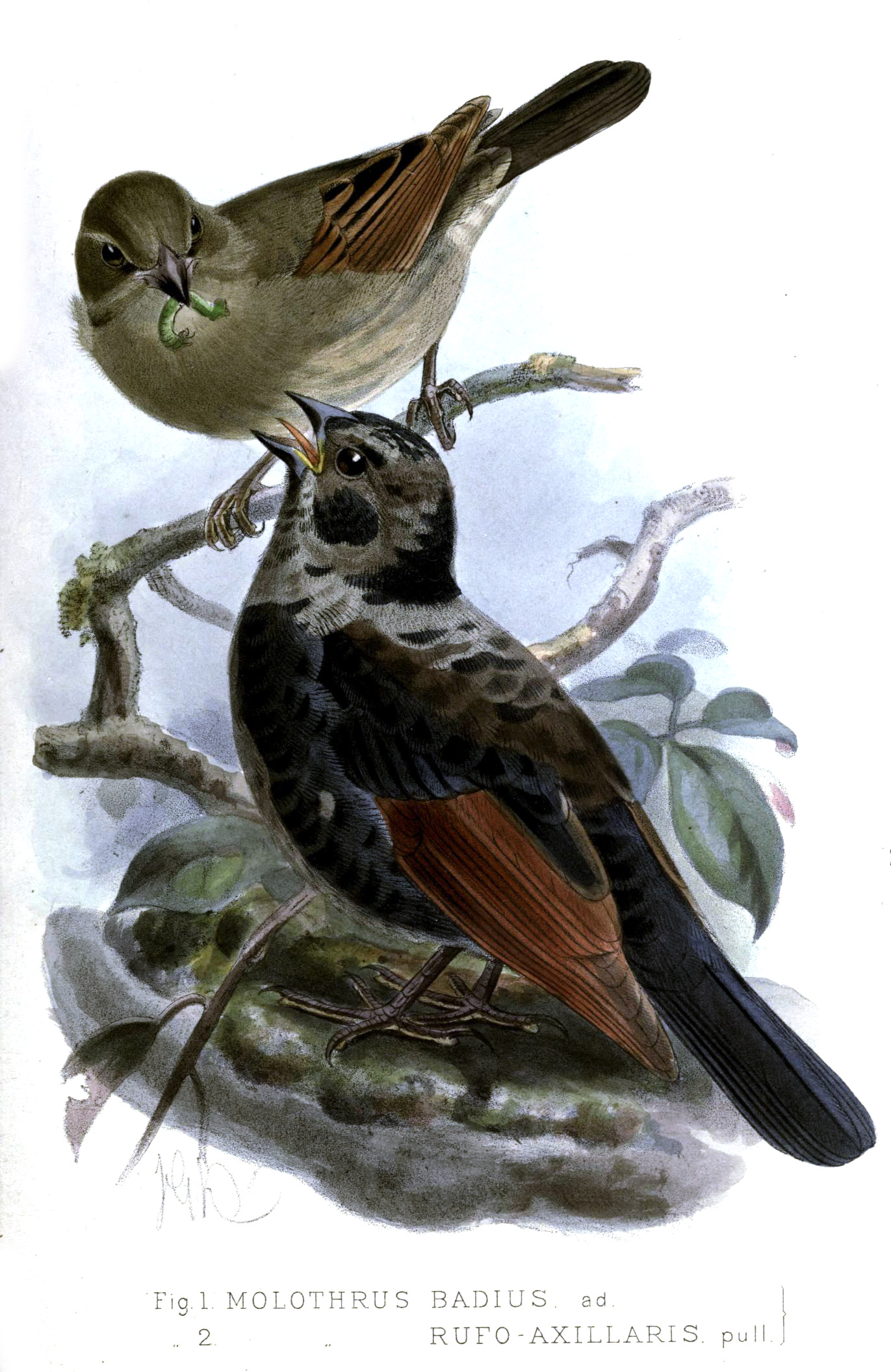
Рудокрилий вашер (зверху) і короткодзьобий вашер (знизу)

Довжина птаха становить 18 см, вага 40-50 г. Забарвлення переважно попелясто-коричневе, обличчя чорнувате, крила руді або рудувато-коричневі, хвіст чорнуватий. Очі і дзьоб чорні.

## Підвиди
Виділяють два підвиди:
- A. b. badius (Vieillot, 1819) — від східної Болівії і південної Бразилії до Уругваю і центральної Аргентини;
- A. b. bolivianus (Hellmayr, 1917) — високогір'я в центрі і на півдні Болівії та на північному сході Аргентини.

## Поширення і екологія
Рудокрилі вашери мешкають в Бразилії, Болівії, Аргентині, Парагваї і Уругваї. Вони живуть в чагарникових заростях, рідколіссях і саванах. Зустрічаються невеликими зграйками, на висоті до 3200 м над рівнем моря. Живляться кониками, богомолами, іншими комахами та їх личинками. На відміну від вашерів з роду Molothrus, рудокрилі вашери не практикують гніздовий паразитизм.